# Иван Александрович (князь смоленский)
Иван Александрович (ум. 1359) — великий князь смоленский. Старший сын смоленского князя Александра Глебовича.

## Биография
Занял смоленский престол после смерти отца († 1313). Смоленский стол у него оспаривал и его брат Дмитрий Брянский. Осада последним Смоленска (1334) при помощи татар закончилась примирением братьев.
Несмотря на противодействие князя Ивана Александровича, в его правление, некоторые удельные князья начинают «отъезжать» вместе с волостями в Москву. Это заставило Ивана Александровича начать сближение с Литвой. Вступив в союз с Гедимином в 1339 году, Иван Александрович перестал платить в Орду выход, за что навлёк гнев хана. Узбек-хан послал на него сильную рать, к которой должны были присоединить свои силы почти все князья северной Руси (1340). После нескольких дней осады татары отошли, ничего не сделав Смоленску. Вероятно, Иван Александрович сумел договориться с их предводителем Товлубием.
После смерти Гедимина (1341) его преемник Ольгерд осаждал московский Можайск. Хотя Иван принял бежавшего из Литвы Явнутия, в 1348 году послал в помощь Ольгерду против Ливонского ордена свою рать, где смоленские полки участвовали в битве на Стреве на стороне литовцев против крестоносцев.
Когда московский князь Семён Гордый предпринял поход на Смоленск (1351), Иван Александрович вынужден был отказаться от союза с Литвой, и уже в 1355 году Ольгерд послал свои войска на Смоленск и даже захватил смоленский город Ржев, а также Брянск, права на который имели смоленские князья, а в 1359 году — Мстиславль, и уже после смерти Ивана Александровича, в 1362 — Торопец.

## Дети
- Василий — князь Брянский (1356) (по другой версии[8], брянским князем был Василий Романович).
- Святослав (уб. 1386) — великий князь Смоленский.

Предположительно:
- Елена (княгиня кашинская) — замужем за Василием Михайловичем кашинским и тверским. По другой версии, она была дочерью или сестрой Дмитрия брянского.